# 동작구 (선거구)
동작구는 대한민국의 옛 국회의원 선거구이다. 당시 서울특별시 동작구 지역을 관할했다.

## 역사
1980년, 관악구의 일부 지역이 동작구로 분리되었다. 이에 제11대 국회의원 선거를 앞두고 동작구 전 지역을 관할하는 동작구 선거구가 신설되었다.
제13대 국회의원 선거를 앞두고 동작구 선거구가 동작구 갑, 동작구 을로 분리되면서 폐지되었다.

## 역대 국회의원
| 선거   | 정당 | 정당       | 1위 의원 | 정당 | 정당       | 2위 의원 |
| ------ | ---- | ---------- | -------- | ---- | ---------- | -------- |
| 1981년 |      | 민주한국당 | 서청원   |      | 민주정의당 | 조종호   |
| 1985년 |      | 신한민주당 | 박실     |      | 민주정의당 | 허청일   |

### 대한민국 제11대 국회의원 선거
|  | 27.16% |

|  | 26.68% |

|  | 12.68% |

|  | 10.01% |

|  | 7.76% |

|  | 6.76% |

|  | 4.46% |

|  | 2.76% |

|  | 1.67% |

### 대한민국 제12대 국회의원 선거
|  | 42.42% |

|  | 34.01% |

|  | 19.69% |

|  | 2.32% |

|  | 1.53% |